# Eliseyna Cove
Die Eliseyna Cove (englisch; bulgarisch залив Елисейна saliw Elissejna) ist eine Bucht an der Nordküste der Livingston-Insel im Archipel der Südlichen Shetlandinseln. Als Nebenbucht der Hero Bay liegt sie zwischen dem Kotis Point im Südwesten und dem Slab Point im Nordosten.
Bulgarische Wissenschaftler kartierten sie im Zuge der Vermessung der Tangra Mountains zwischen 2004 und 2005. Die bulgarische Kommission für Antarktische Geographische Namen benannte sie 2005 nach der Ortschaft Elissejna im Westen Bulgariens.